# Android 10
Android 10 (původní označení Android Q) je desátá hlavní verze a celkově 17. verze mobilního operačního systému Android. První betaverze Androidu 10 byla vydána 13. března 2019 pro všechny telefony Google Pixel. Betaverze byla rozšířena i na zařízení první generace Google Pixel kvůli vysokému zájmu. Stabilní verze systému byla oficiálně vydána 3. září 2019. Podle Android Police mělo více telefonů podporovat betaverzi Androidu 10 v roce 2019. ve srovnání s předchozí betaverzí Androidu Pie.
Google se v Androidu 10 rozhodl zjednodušit způsob, jakým jednotlivé verze označuje. Systém tak nenese název začínající na písmeno Q, ale zůstává pouze jako Android 10. Stejnou logiku pojmenování ponesou další chystané verze operačního systému.

## Nové funkce
Android 10 obsahuje tyto (a další) nové funkce:
- Umožňuje uživatelům kontrolovat, kdy mají aplikace oprávnění k zobrazení jejich umístění.
- Nová oprávnění pro přístup k fotografiím na pozadí, video a audio souborům.
- Aplikace na pozadí se již nemohou přepnout do popředí.
- Vylepšení soukromí: omezený přístup k identifikátorům zařízení.
- Zkratky pro sdílení, které umožňují přímé sdílení obsahu s kontaktem.
- Plovoucí panel nastavení, který umožňuje měnit nastavení systému přímo z aplikací.
- Formát dynamické hloubky pro fotografie, které po fotografování umožňují měnit rozmazání pozadí.
- Podpora pro video kodek AV1, video formát HDR10 + a audio kodek Opus.
- Nativní rozhraní MIDI API umožňující interakci s regulátory hudby.
- Vylepšená podpora pro biometrické ověřování v aplikacích.[4]
- Nativní podpora pro skládací telefony.[5][6]
- WPA3 pro Wi-Fi.